# Dacrydium ockelmanni
Dacrydium ockelmanni is een tweekleppigensoort uit de familie van de Mytilidae. De wetenschappelijke naam van de soort is voor het eerst geldig gepubliceerd in 1977 door Mattson & Warén.